# Diferencias entre masa y peso

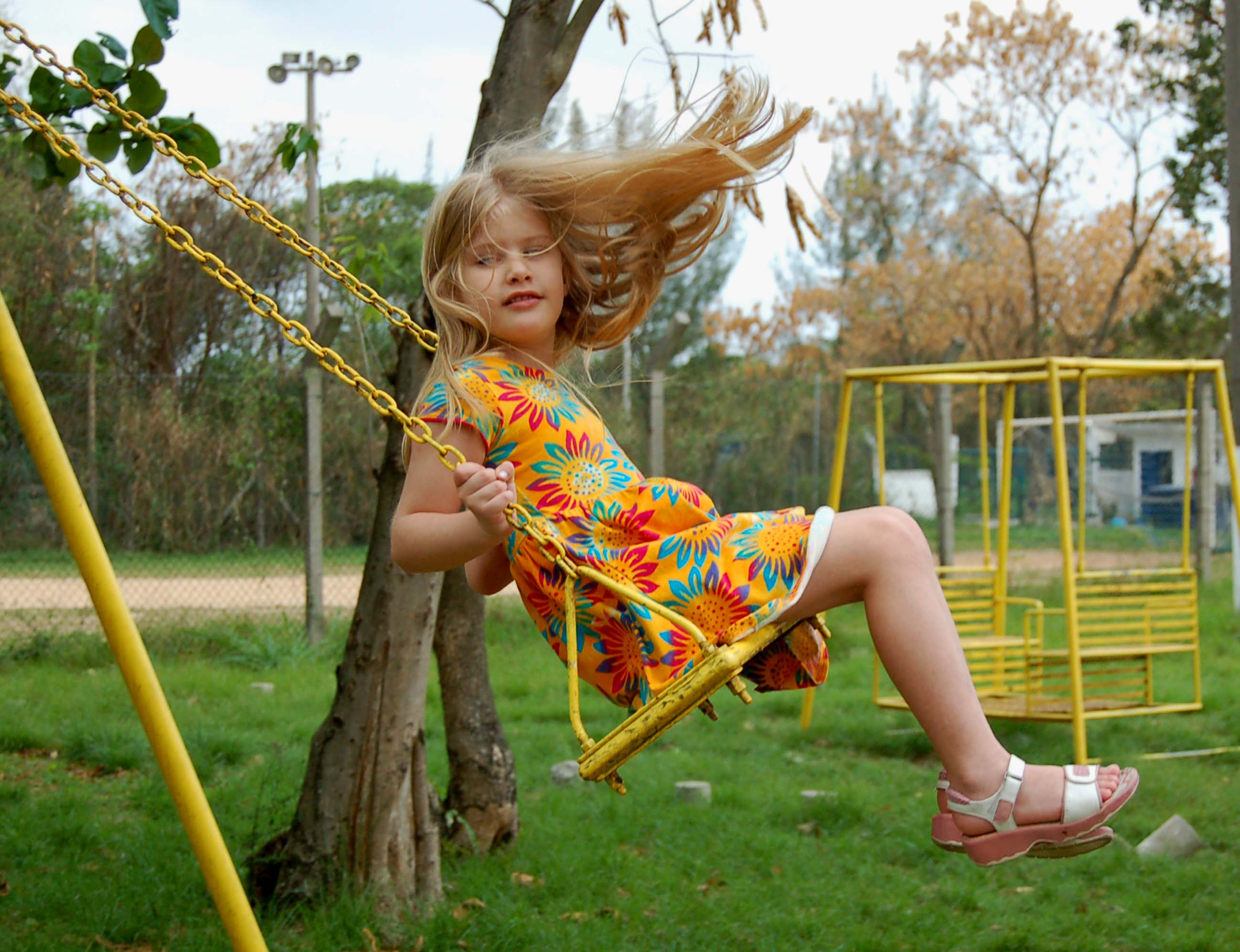
Las cadenas del columpio sostienen todo el peso de la niña. Si uno se parara detrás de ella en la base del arco y tratara de detenerla, se estaría actuando contra la inercia de la niña, que existe a causa de su masa, no de su peso.

La masa y el peso son diferentes propiedades, que se definen en el ámbito de la física. La masa es una medida de la cantidad de materia que posee un cuerpo mientras que el peso es una medida de la fuerza que es causada sobre el cuerpo, por el campo gravitatorio de otro.
La masa de un objeto no cambiará de valor sea cual sea la ubicación que tenga sobre la superficie de la Tierra (suponiendo que el objeto no está viajando a velocidades relativistas con respecto al observador), mientras que, si el objeto se desplaza del ecuador al polo norte, su peso aumentará aproximadamente 0,5 % a causa del aumento del campo gravitatorio terrestre en el Polo.
En forma análoga, en el caso de astronautas que se encuentran en condiciones de microgravedad, no es preciso realizar casi ningún esfuerzo para "levantar" objetos del piso del compartimento espacial; los mismos “no pesan nada”; sin embargo, continúan teniendo su misma masa y, por ende, su inercia, de modo que un astronauta debe ejercer cierta fuerza para acelerar los objetos.
En la Tierra, un simple columpio puede servir para ilustrar las relaciones entre fuerza, masa y aceleración en un experimento que no es influido en forma apreciable por el peso (fuerza central, con sentido hacia el centro de la tierra). Si uno se sitúa detrás de un adulto que esté sentado en un columpio detenido y le da un fuerte empujón, el adulto se acelerará en forma relativamente lenta y el columpio sólo se desplazará una distancia reducida hacia adelante antes de comenzar a moverse en dirección opuesta. Si se ejerce la misma fuerza sobre un niño que estuviera sentado en el columpio se produciría una aceleración mayor, ya que la masa del niño es menor que la masa del adulto. Esto responde fundamentalmente a la ecuación de la Segunda ley de Newton, F = ma.

## Consideraciones

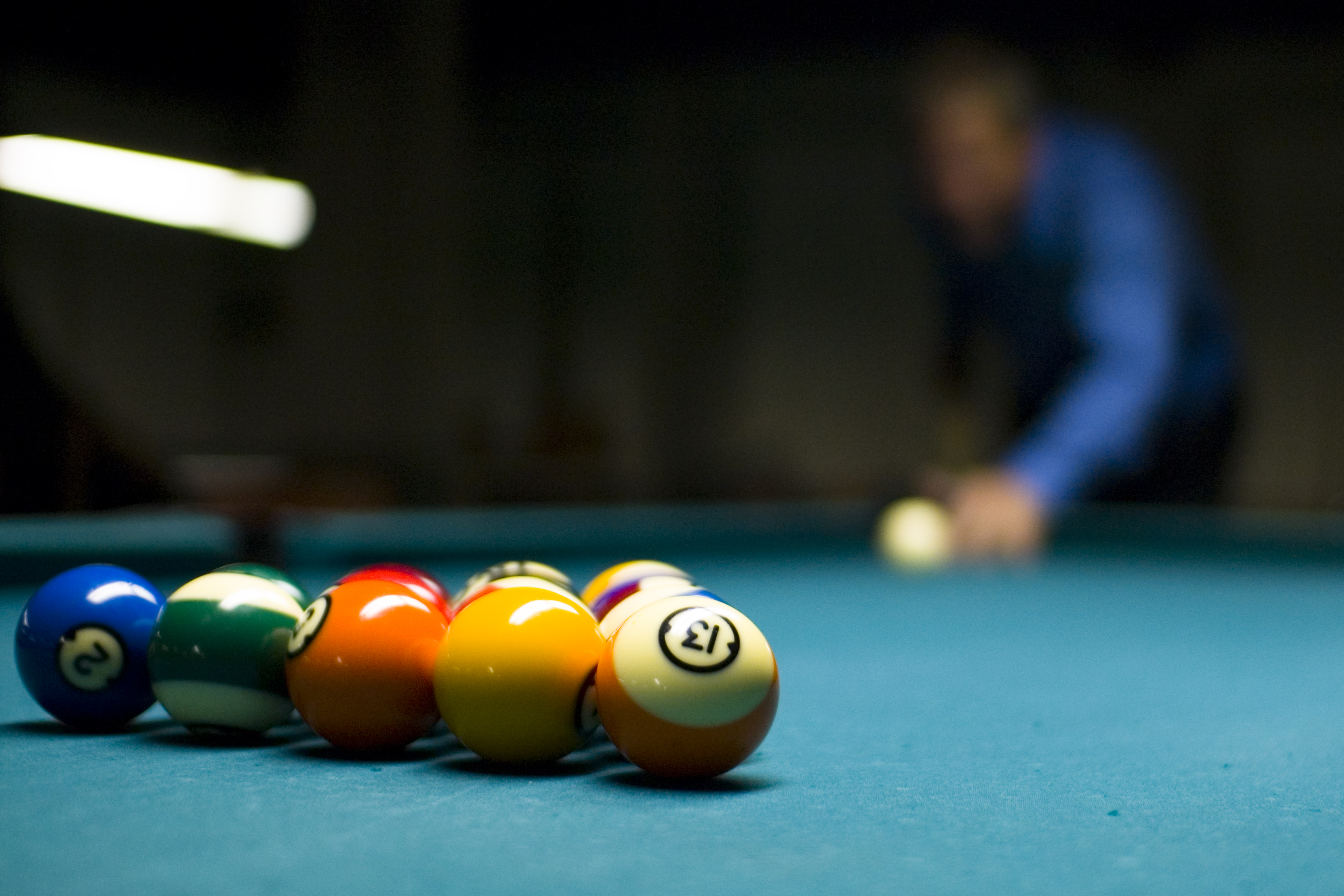
La masa de la materia influye de manera importante sobre numerosas propiedades cinemáticas; por tanto, se aplica en situaciones cotidianas.

La masa se corresponde, es uso cotiadiano, con el concepto común de cuán “pesado” es un objeto. Sin embargo, en realidad la masa es una propiedad inercial; es la tendencia de un objeto a permanecer moviéndose con una velocidad constante. Según la Segunda ley de Newton, expresada por la fórmula F = ma, un objeto con una masa, m, de un kilogramo sufrirá una aceleración, a, de un metro por segundo al cuadrado (aproximadamente un décimo de la aceleración causada por la gravedad terrestre) cuando actúe sobre el mismo una fuerza F, de un newton.
La inercia se puede percibir cuando se empuja una bola de boliche en forma horizontal en una superficie suave horizontal. Esto es muy distinto del “peso”, este último es la fuerza gravitacional descendente de la bola de boliche, equivalente a la necesaria para levantar la bola desde el suelo. Por ejemplo, el peso de un astronauta en la Luna es aproximadamente un sexto de su peso en la Tierra, pero su masa no cambia durante el viaje. Por lo tanto, toda vez que la física de la cinética de choques (masa, velocidad, inercia, choques inelásticos y elásticos) domina y la influencia de la gravedad es un factor menor, el comportamiento de los objetos permanece inalterado aun en sitios en que la gravedad es relativamente débil. Por ejemplo, las bolas de una mesa de billar se dispersan y rebotan con las mismas velocidades y energías después de un golpe de forma similar en la Tierra y en la Luna; sin embargo, en la Luna caerán dentro de las troneras de la mesa de forma mucho más lenta (menos acelerada, estrictamente), ya que su peso es seis veces menor.
En las ciencias físicas, los términos “masa” y “peso” se definen en forma clara como medidas distintas para promover la claridad y la precisión. En el uso cotidiano, dado que todas las masas en la Tierra tienen peso, y su relación es por lo general altamente proporcional, el “peso” a menudo se usa para describir ambas propiedades, y su significado, dependiendo del contexto. Por ejemplo, en el comercio, el “peso neto” de los productos puestos a la venta en realidad se refiere a la masa y es correctamente expresado en kilogramos, gramos o libras.
Debido a que la masa y el peso son unidades distintas, poseen diferentes unidades de medida. En el Sistema Internacional de Unidades (Sistema internacional), el kilogramo es la unidad de masa, y el newton es la unidad de fuerza. El kilogramo-fuerza  es una unidad de fuerza también utilizada para medir pesos.

## Cuadro comparativo
| Masa                                              | Peso                                                        |
| La masa es la cantidad de materia de los cuerpos. | El peso es la fuerza que ejerce la gravedad sobre una masa. |
| La masa se mide en kilogramos(kg) o en gramos(g). | El peso se mide en newtons(N) o kilogramos fuerza.          |
| La masa se mide con la balanza.                   | El peso se mide con el dinamómetro.                         |

## Tipos de balanzas y qué es lo que miden

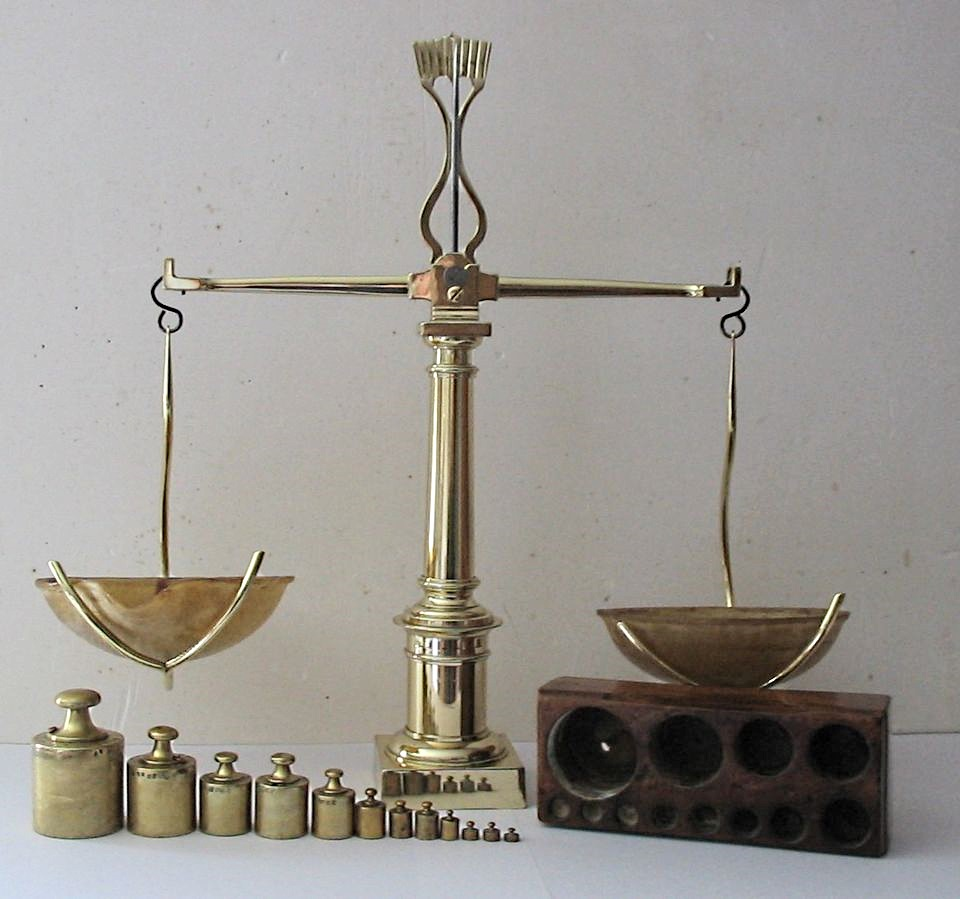
Una balanza de platillos: la misma no es afectada por la intensidad de la gravedad.

Desde un punto de vista técnico, cada vez que alguien se para sobre una báscula de contrapesos (o balanza romana) en el consultorio de un médico, lo que en realidad se mide es su masa. Esto es porque en este tipo de balanzas (comparadores de masa de “doble platillo”) se compara el peso de la masa en la plataforma con el de unos contrapesos que se deslizan sobre el brazo con marcas; la gravedad es solo el mecanismo que genera la fuerza que permite que la aguja se desplace con respecto a la posición de equilibrio o “balance” (cero). Este tipo de balanzas pueden ser desplazadas desde el ecuador a los polos y no indicarán variaciones en sus lecturas; son inmunes a las diferencias de fuerzas que genera la Tierra.

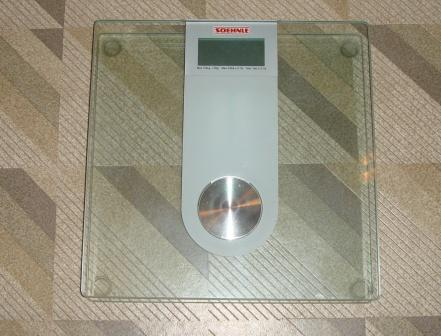
Balanza de baño que utiliza una celda de carga: la medición es dependiente de la intensidad de la gravedad.

Por otra parte, cada vez que alguien se para sobre balanzas que utilizan resortes o celdas de carga digitales, técnicamente lo que miden es su peso (fuerza causada por la acción de la gravedad). En el caso de instrumentos que miden fuerza, como los descritos con anterioridad, las variaciones en la intensidad de la gravedad afectan su medición. Desde un punto de vista práctico, cuando se usan balanzas que miden fuerzas en el comercio o en hospitales, las mismas deben ser calibradas y certificadas en el sitio en que se utilizan de forma tal que midan la masa equivalente, expresada en kilogramos o libras, con el nivel de precisión deseado.